# Іслам Грцький
Іслам Грцький (хорв. Islam Grčki) — населений пункт у Хорватії, у Задарській жупанії у складі міста Бенковаць.

## Населення
Населення за даними перепису 2011 року становило 150 осіб.
Динаміка чисельності населення поселення:

## Клімат
Середня річна температура становить 13,99 °C, середня максимальна – 28,24 °C, а середня мінімальна – 0,42 °C. Середня річна кількість опадів – 917 мм.
| Клімат поселення                              | Клімат поселення | Клімат поселення | Клімат поселення | Клімат поселення | Клімат поселення | Клімат поселення | Клімат поселення | Клімат поселення | Клімат поселення | Клімат поселення | Клімат поселення | Клімат поселення | Клімат поселення |
| Показник                                      | Січ.             | Лют.             | Бер.             | Квіт.            | Трав.            | Черв.            | Лип.             | Серп.            | Вер.             | Жовт.            | Лист.            | Груд.            |                  |
| Середній максимум, °C                         | 10,14            | 11,18            | 13,89            | 17,06            | 21,66            | 25,35            | 28,24            | 27,70            | 23,87            | 19,44            | 13,93            | 10,98            |                  |
| Середня температура, °C                       | 5,29             | 6,32             | 9,02             | 12,20            | 16,80            | 20,48            | 23,84            | 23,32            | 19,47            | 15,03            | 9,52             | 6,60             |                  |
| Середній мінімум, °C                          | 0,42             | 1,46             | 4,16             | 7,34             | 11,92            | 15,63            | 19,42            | 18,91            | 15,07            | 10,64            | 5,12             | 2,18             |                  |
| Норма опадів, мм                              | 75               | 66               | 71               | 76               | 70               | 60               | 37               | 53               | 99               | 108              | 108              | 94               |                  |
| Середньомісячна швидкість вітру, м/с          | 2.71             | 2.83             | 3.02             | 2.89             | 2.53             | 2.34             | 2.35             | 2.24             | 2.42             | 2.54             | 3.05             | 2.97             |                  |
| Середньомісячна сонячна радіація, кДж/м²·день | 4983             | 7673             | 11249            | 16107            | 20281            | 22439            | 24119            | 21043            | 15531            | 9804             | 5386             | 4247             |                  |
| --------------------------------------------- | ---------------- | ---------------- | ---------------- | ---------------- | ---------------- | ---------------- | ---------------- | ---------------- | ---------------- | ---------------- | ---------------- | ---------------- | ---------------- |
| Джерело:                                      |                  |                  |                  |                  |                  |                  |                  |                  |                  |                  |                  |                  |                  |